# Сьюард (тауншип, Миннесота)
Сьюард (англ. Seward) — тауншип в округе Ноблс, Миннесота, США. На 2000 год его население составило 259 человек.

## География
По данным Бюро переписи населения США площадь тауншипа составляет 92,6 км², из которых 92,3 км² занимает суша, а 0,2 км² — вода (0,25 %).

## Демография
По данным переписи населения 2000 года здесь находились 259 человек, 89 домохозяйств и 73 семьи.  Плотность населения —  2,8 чел./км².  На территории тауншипа расположено 92 постройки со средней плотностью 1,0 построек на один квадратный километр. Расовый состав населения: 98,84 % белых, 1,16 % — других рас США. Испанцы или латиноамериканцы любой расы составляли 1,16 % от популяции тауншипа.
Из 89 домохозяйств в 39,3 % воспитывались дети до 18 лет, в 78,7 % проживали супружеские пары, в 3,4 % проживали незамужние женщины и в 16,9 % домохозяйств проживали несемейные люди. 14,6 % домохозяйств состояли из одного человека, при том 3,4 % из — одиноких пожилых людей старше 65 лет. Средний размер домохозяйства — 2,91, а семьи — 3,27 человека.
29,3 % населения младше 18 лет, 5,8 % в возрасте от 18 до 24 лет, 27,4 % от 25 до 44, 22,4 % от 45 до 64 и 15,1 % старше 65 лет. Средний возраст — 41 год. На каждые 100 женщин приходилось 115,8 мужчин.  На каждые 100 женщин старше 18 приходилось 117,9 мужчин.
Средний годовой доход домохозяйства составлял 36 607 долларов, а средний годовой доход семьи —  42 500 долларов. Средний доход мужчин —  28 295  долларов, в то время как у женщин — 17 813. Доход на душу населения составил 19 348 долларов. За чертой бедности находились 8,1 % семей и 9,4 % всего населения тауншипа, из которых 5,7 % младше 18 лет.